# Dryopteris dowellii
Dryopteris dowellii är en träjonväxtart som först beskrevs av Oliver Atkins Farwell, och fick sitt nu gällande namn av Edgar Theodore Wherry. Dryopteris dowellii ingår i släktet Dryopteris och familjen Dryopteridaceae. Inga underarter finns listade.